# Transformada de Hartley

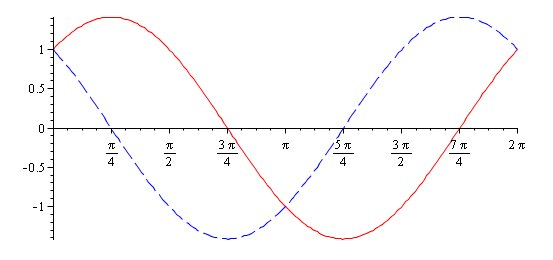
A função cas(x) (linha vermelha) é o núcleo da transformada de Hartley. Sua derivada é a função cas'(x) (linha azul, tracejada).

Em matemática, a transformada de Hartley é uma transformada integral bastante relacionada com a transformada de Fourier, mas que possui sobre esta as vantagens de (i) evitar a presença de números complexos no cálculo e (ii) ser a sua própria inversa. Ela foi proposta por R. V. L. Hartley em 1942 para aplicação na análise de regime estacionário e transiente de sistemas de transmissão telefônica, mas não despertou muito interesse até a década de 1980, após as pesquisas de Z. Wang e R. N. Bracewell (ver também Lista de transformadas relacionadas à transformada de Fourier). A versão discreta, chamada de transformada discreta de Hartley, foi introduzida por Bracewell em 1983.
A transformada de Hartley em duas dimensões pode ser computada por um processo similar ao usado para computar a transformada óptica de Fourier, com a vantagem de que somente sua amplitude e sinal precisam ser determinados, e não sua fase complexa.
Existe uma formulação alternativa para tratamento de funções periódicas: a série de Hartley, que funciona de forma similar à série de Fourier.

## Definição
A transformada de Hartley de uma função f(t) é definida por:
{\displaystyle H(\omega )\;=\;{\mathcal {H}}\{f(t)\}\;=\;{\frac {1}{\sqrt {2\pi }}}\;\int _{-\infty }^{\infty }f(t)\cdot {\mbox{cas}}(\omega t)\;dt\;\;\;\;\;(1a)}

onde ω, em aplicações físicas, é a frequência angular e t é o tempo. A função cas (ing. cosine and sine)
{\displaystyle {\mbox{cas}}(t)\;=\;\cos(t)\;+\;\sin(t)\;=\;{\sqrt {2}}\cdot \sin \left(t\;+\;{\frac {\pi }{4}}\right)\;=\;{\sqrt {2}}\cdot \cos \left(t\;-\;{\frac {\pi }{4}}\right)\;\;\;\;\;(1b)}

é o chamado núcleo de Hartley. Em aplicações de engenharia, essa transformação leva um sinal, representado por uma função f de valores reais, do domínio do tempo para o domínio espectral de Hartley, que é o domínio da frequência real.
Pela definição, vê-se que a transformada de Hartley de uma função é a soma de suas transformadas de seno e de cosseno.

### Transformada inversa
A transformada de Hartley tem a propriedade conveniente de ser sua própria inversa (o que se chama, em matemática, uma involução):
{\displaystyle f\;=\;\{{\mathcal {H}}\{{\mathcal {H}}f\}\}\;\;\;\;\;(1c)}

### Convenções
O exposto acima está de acordo com a definição original de Hartley, mas, como também acontece com a transformada de Fourier, vários detalhes são matéria de convenção e podem ser alterados sem mudança nas propriedades essenciais da transformada:
- Em lugar de usar a mesma fórmula para a transformada e sua inversa, pode-se remover o {\displaystyle {1}/{\sqrt {2\pi }}} da fórmula da  transformada e usar 1/2π na inversa — ou, na realidade, qualquer par de fatores de normalização cujo produto seja 1/2π (essas normalizações assimétricas são às vezes encontradas em textos de matemática pura e engenharia, inclusive na transformada de Fourier).
- Pode-se também usar 2πν em lugar de ω (isto é, a frequência simples em vez da frequência angular), quando então o coeficiente {\displaystyle {1}/{\sqrt {2\pi }}} é totalmente removido. Bracewell (2000) e Olejniczak (2000) são exemplos de autores que seguem essa convenção[1][2].
- Pode-se usar cos(t)-sin(t) em lugar de cos(t)+sin(t) como o núcleo.[carece de fontes?].

Como neste verbete a transformada de Fourier desempenha um papel muito importante, vale a pena lembrar que a definição "angular-simétrica" para as transformações direta e inversa é a seguinte:
{\displaystyle {\mathcal {F}}(\omega )\;=\;{\frac {1}{\sqrt {2\pi }}}\int _{-\infty }^{\infty }f(t)e^{-i\omega t}\;dt}
{\displaystyle f(t)\;=\;{\frac {1}{\sqrt {2\pi }}}\int _{-\infty }^{\infty }{\mathcal {F}}(\omega )e^{i\omega t}\;d\omega }

É essa definição que deve-se ter em mente quando se mencionar aqui a transformada de Fourier. O uso dessa convenção evita a introdução de fatores de escalamento na maioria dos teoremas apresentados.

## Relação com a transformada de Fourier
Essa transformada difere da transformada de Fourier clássica {\displaystyle F(\omega )\;=\;{\mathcal {F}}\{f(t)\}(\omega )} na escolha do núcleo. Na transformada de Fourier, é usado o núcleo exponencial {\displaystyle e^{-i\omega t}\;=\;\cos(\omega t)\;-\;i\sin(\omega t)}, onde i é a unidade imaginária.
As duas transformadas são bastante relacionadas, entretanto, e a transformada de Fourier (assumindo que se use forma simétrica de ambas e o mesmo fator de normalização) pode ser computada a partir da transformada de Hartley através de:
{\displaystyle F(\omega )\;=\;{\frac {H(\omega )\;+\;H(-\omega )}{2}}\;-\;i\cdot {\frac {H(\omega )\;-\;H(-\omega )}{2}}\;=\;H_{par}(\omega )\;-\;i\cdot H_{impar}(\omega )\;\;\;\;\;(2a)}

Ou seja, as partes real e imaginária da transformada de Fourier são dadas, respectivamente, pelas partes pares e ímpares da transformada de Hartley.
Inversamente, para funções de valores reais, a transformada de Hartley é dada, a partir das partes real e imaginária da transformada de Fourier, por:
{\displaystyle \{{\mathcal {H}}f\}\;=\;\Re \{{\mathcal {F}}f\}\;-\;\Im \{{\mathcal {F}}f\}\;=\;\Re \{{\mathcal {F}}f\cdot (1\;+\;i)\}\;\;\;\;\;(2b)}

onde {\displaystyle \Re } e {\displaystyle \Im } denotam as partes real e imaginária da transformada de Fourier.
A transformada de Hartley H(ω) também pode ser obtida a partir da transformada real de Fourier R(ω) por meio da fórmula abaixo:
{\displaystyle {\begin{bmatrix}H(\omega )\\H(-\omega )\end{bmatrix}}={\frac {1}{2}}{\begin{bmatrix}1&&1\\1&&-1\end{bmatrix}}{\begin{bmatrix}R_{p}(\omega )\\R_{i}(\omega )\end{bmatrix}}\;\;\;\;\;(2c)}

onde Rp(ω) e Ri(ω) são as partes par e ímpar, respectivamente, de R(ω).
Relações similares existem com a transformada real de Mellin M(σ,ω), outra transformação relacionada à transformada de Fourier:
{\displaystyle {\begin{bmatrix}H(\omega )\\H(-\omega )\end{bmatrix}}={\frac {1}{2}}{\begin{bmatrix}1&&1\\1&&-1\end{bmatrix}}{\begin{bmatrix}M_{p}(\sigma ,\omega )\\M_{i}(\sigma ,\omega )\end{bmatrix}}\;\;\;\;\;(2d)}

onde Mp(σ,ω) e Mi(σ,ω) são as partes par e ímpar, respectivamente, de M(σ,ω).

### Condições de existência
Uma condição suficiente para a existência da transformada de Hartley de uma função f(x) é que exista a transformada de Fourier dessa função. Outro grupo de condições suficientes são as condições de Dirichlet:
- f(x) deve ser absolutamente integrável no intervalo [-∞,∞]
- f(x) deve ter um número finito de descontinuidades nesse intervalo
- f(x) deve ter um número finito de máximos e mínimos locais em qualquer subintervalo entre -∞ e ∞

Tais condições são suficientes, não necessárias. Funções importantes, como f(x) = cos(x), não atendem às condições de Dirichlet (neste caso, por não ser absolutamente integrável), mas ainda assim possuem uma transformada de Fourier e, por conseguinte, uma transformada de Hartley.

### Interpretação da transformada de Hartley
A transformada de Fourier de uma função real f(x) é uma função complexa F(ω) que exibe simetria hermitiana, ou seja F(-ω) = F*(ω), onde F*(ω) denota o conjugado complexo de F(ω). Isso implica que existe uma certa redundância na função F, porque o valor de saída para entradas negativas está totalmente determinado pelo valor para entradas positivas. A transformada de Hartley de f(x), H(ω), não exibe tal comportamento. Isso também se reflete no fato de que F(ω) atribui dois números, um real e outro imaginário, a cada valor de entrada, enquanto H(ω) só atribui um número real.

## Propriedades

### Linearidade
Por consistir de uma combinação de operadores lineares (a transformada de senos e a transformada de cossenos), a transformada de Hartley é um operador linear e simétrico (Hermitiano). Das propriedades de simetria e auto-inversão (1c), segue-se que a transformada é um operador unitário (na verdade, ortogonal).

### Teorema da convolução
Existe também um análogo ao teorema da convolução para a transformada de Hartley. Se duas funções {\displaystyle x(t)} e {\displaystyle y(t)} têm transformadas de Hartley {\displaystyle X(\omega )} e {\displaystyle Y(\omega )}, respectivamente, então sua convolução {\displaystyle z(t)=x*y} tem a transformada de Hartley
{\displaystyle Z(\omega )\;=\;\{{\mathcal {H}}(x\;*\;y)\}\;=\;{\sqrt {\frac {\pi }{2}}}\cdot \left[{\frac {}{}}X(\omega )Y_{p}(\omega )\;+\;X(-\omega )Y_{i}(\omega )\right]\;\;\;\;\;(3a)}

onde Yp e Yi são as componentes par e ímpar, respectivamente, de Y(ω).
A expressão (3a) parece complicada, com relação a, por exemplo, o que vale para a transformada de Fourier. No entanto, como em aplicações práticas sempre se pode escolher a origem t=0 de forma a fazer a função f(t) ser par (por exemplo), a expressão (3a) se simplifica para
{\displaystyle Z(\omega )\;=\;{\sqrt {\frac {\pi }{2}}}\cdot \left[{\frac {}{}}X(\omega )Y(\omega )\right]\;\;\;\;\;(3b)}

que é idêntica ao teorema da convolução para a transformada de Fourier.

### Paridade
Similarmente à transformada de Fourier, a transformada de Hartley conserva a paridade: a transformada de Hartley de uma função par é sempre uma função par, e a transformada de Hartley de uma função ímpar é sempre uma função ímpar.

### Espectro de potência e fase
A densidade espectral P e a fase φ da transformada de Fourier F(ω) são dadas pelas expressões
{\displaystyle P(\omega )\;=\;|F(\omega )|^{2}\;=\;\left[\Re \{F(\omega )\}^{2}\;+\;\Im \{F(\omega )\}^{2}\right]}
{\displaystyle \phi (\omega )\;=\;\arctan \left({\frac {\Im \{F(\omega )\}}{\Re \{F(\omega )\}}}\right)}

a substituição da identidade (2a) nas equações acima resulta em
{\displaystyle P(\omega )\;=\;{\frac {1}{2}}\left[{\frac {}{}}\left(H(\omega )\right)^{2}\;+\;\left(H(-\omega )\right)^{2}\right]\;\;\;\;\;(3c)}
{\displaystyle \phi (\omega )\;=\;\arctan \left({\frac {H(-\omega )\;-\;H(\omega )}{H(-\omega )\;+\;H(\omega )}}\right)\;\;\;\;\;(3d)}

Observe-se que P(ω) será sempre uma função par.

### Escalamento e deslocamento do eixo
Se a transformada de Hartley de f(x) for denotada por H(ω), então
{\displaystyle {\mathcal {H}}\{f(ax)\}\;=\;{\frac {1}{|a|}}H\left({\frac {\omega }{a}}\right)\;\;\;\;\;(3e)}

e
{\displaystyle {\mathcal {H}}\{f(x\;+\;b)\}\;=\;H(\omega )\cdot \cos(\omega b)\;+\;H(-\omega )\cdot \sin(\omega b)\;\;\;\;\;(3f)}

Em particular, se a = -1, então {\displaystyle {\mathcal {H}}\{f(-x)\}\;=\;H(-\omega )}.

### Modulação
Se a transformada de Hartley de f(x) for denotada por H(ω) e a função g(x) = cos(ω0·x), então
{\displaystyle {\mathcal {H}}\{f(x)\cdot g(x)\}\;=\;{\frac {1}{2}}\left[{\frac {}{}}H(\omega \;+\;\omega _{0})\;+\;H(\omega \;-\;\omega _{0})\right]\;\;\;\;\;(3g)}

### Derivadas
Se a transformada de Hartley de f(x) for denotada por H(ω), então a transformada da derivada de ordem n de f será dada por
{\displaystyle {\mathcal {H}}\{f^{n}(x)\}\;=\;{\mbox{cas'}}\left({\frac {n\pi }{2}}\right)\cdot \omega ^{n}\cdot H\left((-1)^{n}\cdot \omega \right)\;\;\;\;\;(3h)}

onde cas' é a função cas complementar (ver abaixo).

### Tabela de Transformadas de Hartley
A tabela abaixo traz as transformadas de Hartley de algumas funções comuns em aplicações de engenharia. Como as convenções variam entre representar a transformada como H(ω) ou como H(ν) (sendo que ω = 2πν; ver acima), as duas opções foram contempladas.
| {\displaystyle f(t)} | {\displaystyle H(\omega )} |
| --- | --- |
| {\displaystyle 1} | {\displaystyle \delta (\omega )} |
| {\displaystyle e^{iat}} | {\displaystyle \delta (\omega \;-\;a)} |
| {\displaystyle \delta (t)} | {\displaystyle 1} |
| {\displaystyle \delta (t\;-\;a)} | {\displaystyle \cos(a\omega )\;-\;\sin(a\omega )} |
| {\displaystyle u(t)} | {\displaystyle {\frac {\delta (\omega )}{2}}\;+\;{\frac {\cos(a\omega )\;-\;\sin(a\omega }{\omega }}}                                                                |
| {\displaystyle u(t\;-\;a)} | {\displaystyle {\frac {\delta (\omega )}{2}}\;+\;{\frac {1}{\omega }}}                                                                                               |
| {\displaystyle t\cdot u(t)} | {\displaystyle -{\frac {\delta '(\omega )}{4\pi }}\;-\;{\frac {1}{\omega ^{2}}}}                                                                                     |
| {\displaystyle \operatorname {sgn}(t)} | {\displaystyle {\frac {2}{\omega }}} |
| {\displaystyle \cos(at)} | {\displaystyle {\frac {\pi }{2}}\left[{\frac {}{}}\delta (\omega \;-\;a)\;+\;\delta (\omega \;+\;a)\right]}                                                          |
| {\displaystyle \sin(at)} | {\displaystyle {\frac {\pi }{2}}\left[{\frac {}{}}\delta (\omega \;-\;a)\;-\;\delta (\omega \;+\;a)\right]}                                                          |
| {\displaystyle rect(t)} | {\displaystyle sinc(\omega )} |
| {\displaystyle tri(t)} | {\displaystyle {\frac {1}{2}}\;sinc^{2}\left({\frac {\omega }{\pi }}\right)}                                                                                         |
| {\displaystyle e^{-at}\cdot u(t)} | {\displaystyle {\frac {a\;+\;\omega }{a^{2}\;+\;\omega ^{2}}}} |
| {\displaystyle e^{-a^{2}t^{2}}\cdot u(t)} | {\displaystyle {\frac {\sqrt {\pi }}{a}}\cdot e^{-{\frac {\omega ^{2}}{2a^{2}}}}}                                                                                    |
| {\displaystyle e^{-a\|t\|}\cdot u(t)} | {\displaystyle {\frac {2a}{a^{2}\;+\;\omega ^{2}}}} |
| {\displaystyle e^{at}\cdot \cos(bt)} | {\displaystyle {\frac {(a\;-\;\omega )(a^{2}\;+\;b^{2}\;-\;\omega ^{2})\;+\;2a\omega (a\;+\;\omega )}{(a^{2}\;+\;b^{2}\;-\;\omega ^{2})^{2}\;+\;4a^{2}\omega ^{2}}}} |
| {\displaystyle e^{at}\cdot \sin(bt)} | {\displaystyle {\frac {b(a^{2}\;+\;b^{2}\;-\;\omega ^{2}\;+\;2a\omega )}{(a^{2}\;+\;b^{2}\;-\;\omega ^{2})^{2}\;+\;4a^{2}\omega ^{2}}}}                              |
| {\displaystyle rect(t)\cdot \cos(bt)} | {\displaystyle {\frac {\sin \left({\frac {\omega -b}{2}}\right)}{\omega \;-\;b}}\;+\;{\frac {\sin \left({\frac {\omega \;+\;b}{2}}\right)}{\omega \;+\;b}}}          |
| {\displaystyle \cos(at)\cdot u(t)} | {\displaystyle {\frac {2\pi \omega }{\omega ^{2}\;-\;a^{2}}}\;+\;{\frac {\pi }{2}}\left[{\frac {}{}}\delta (\omega \;-\;a)\;+\;\delta (\omega \;+\;a)\right]}        |
| {\displaystyle \sin(at)\cdot u(t)} | {\displaystyle -{\frac {2\pi a}{\omega ^{2}\;-\;a^{2}}}\;+\;{\frac {\pi }{2}}\left[{\frac {}{}}\delta (\omega \;-\;a)\;+\;\delta (\omega \;+\;a)\right]}             |
| onde: - {\displaystyle \delta (t)\,} é a função impulso unitário - {\displaystyle \delta '(t)\,} é a derivada do impulso unitário - {\displaystyle u(t)\,} é a função degrau unitário - {\displaystyle \operatorname {sgn}(t)\,} é a função sinal - {\displaystyle rect(t)\,} é a função retangular - {\displaystyle sinc(t)\,} é a função seno cardinal - {\displaystyle tri(t)\,} é a função triangular | |

## Função cas
As propriedades da função cas seguem-se diretamente da definição (1b) (uma função trigonométrica linear com deslocamento de fase) e da trigonometria.

### Adição de ângulos
{\displaystyle {\mbox{cas}}(a\;+\;b)\;=\;{\mbox{cas}}(a){\mbox{cas}}(b)\;+\;{\mbox{cas}}(-a){\mbox{cas}}(b)\;+\;{\mbox{cas}}(a){\mbox{cas}}(-b)\;-\;{\mbox{cas}}(-a){\mbox{cas}}(-b)\;\;\;\;\;(4a)}

ou
{\displaystyle {\mbox{cas}}(a\;+\;b)\;=\;\cos(a){\mbox{cas}}(b)\;+\;\sin(a){\mbox{cas}}(-b)\;=\;\cos(b){\mbox{cas}}(a)\;+\;\sin(b){\mbox{cas}}(-a)\;\;\;\;\;(4b)}

No caso particular:
{\displaystyle {\mbox{cas}}(2a)\;=\;{\mbox{cas}}^{2}(a)\;+\;{\mbox{cas}}^{2}(-a)\;\;\;\;\;(4c)}

### Derivada e anti-derivada
{\displaystyle {\mbox{cas}}'(a)\;=\;{\frac {d}{da}}{\mbox{cas}}(a)\;=\;\cos(a)-\sin(a)\;=\;{\mbox{cas}}(-a)\;\;\;\;\;(4d)}

esta função é conhecida como cas complementar.
{\displaystyle {\mbox{cas}}'(a)\;=\;{\sqrt {2}}\sin \left(a\;+\;{\frac {3\pi }{4}}\right)\;=\;{\sqrt {2}}\cos \left(a\;+\;{\frac {\pi }{4}}\right)\;\;\;\;\;(4e)}
{\displaystyle \int _{0}^{a}{\mbox{cas}}'(x)\;dx\;=\;-\;{\mbox{cas}}'(a)\;=\;-\;{\mbox{cas}}(-a)\;\;\;\;\;(4f)}

### Relação de outras funções trigonométricas com a função cas(x)
{\displaystyle \cos(a)\;=\;{\frac {1}{2}}\left[{\frac {}{}}{\mbox{cas}}(a)\;+\;{\mbox{cas}}(-a)\right]\;\;\;\;\;(4g)}
{\displaystyle \sin(a)\;=\;{\frac {1}{2}}\left[{\frac {}{}}{\mbox{cas}}(a)\;-\;{\mbox{cas}}(-a)\right]\;\;\;\;\;(4h)}

### Relação com a função exponencial
{\displaystyle {\mbox{cas}}(a)\;=\;{\frac {1}{2}}\left[{\frac {}{}}(1\;+\;i)e^{-ia}\;+\;(1\;-\;i)e^{ia}\right]\;\;\;\;\;(4i)}

### Produtos
{\displaystyle {\mbox{cas}}(a){\mbox{cas}}(b)\;=\;\cos(a\;-\;b)\;+\;\sin(a\;+\;b)\;\;\;\;\;(4j)}
{\displaystyle {\mbox{cas}}(a)\;+\;{\mbox{cas}}(b)\;=\;2\;{\mbox{cas}}\left({\frac {a\;-\;b}{2}}\right)\cos \left({\frac {a\;-\;b}{2}}\right)\;\;\;\;\;(4k)}
{\displaystyle {\mbox{cas}}(a)\;-\;{\mbox{cas}}(b)\;=\;2\;{\mbox{cas}}\left({\frac {a\;-\;b}{2}}\right)\sin \left({\frac {a\;-\;b}{2}}\right)\;\;\;\;\;(4l)}

## Série de Hartley
A série de Hartley é uma expansão em série infinita de uma função periódica f(t), na forma
{\displaystyle f(t)\;=\;\sum _{k\;=\;-\infty }^{\infty }a_{k}\cdot {\mbox{cas}}\left({\frac {2k\pi t}{\tau }}\right)\;\;\;\;\;(5a)}

onde τ é o período de f(t) e os coeficientes ak são números reais. A série de Hartley é idêntica à série de Fourier, apenas com a base ortogonal sendo a função cas(x), e em vista disso exibe propriedades similares e encontra as mesmas aplicações práticas. Em particular, as condições para existência de ambas as séries são as mesmas.
A propriedade de ortogonalidade de cas(x) é sumamente importante, pois garante que o erro quadrático ε2 na representação da função f(t) por meio da série finita
{\displaystyle {\hat {f}}(t)\;=\;\sum _{k\;=\;-K}^{K}a_{k}\cdot {\mbox{cas}}\left({\frac {2k\pi t}{\tau }}\right)\quad |\;k\in {\mathcal {N}}\;\;\;\;\;(5b)}

definido por
{\displaystyle \epsilon ^{2}\{f(t),{\hat {f}}(t)\}\;=\;(f(t)-{\hat {f}}(t))^{2}\;\;\;\;\;(5c)}
é o mínimo possível para um dado K e diminui com o aumento de K. Em outras palavras, os coeficientes ak fornecem a melhor representação possível de f(t) para qualquer valor de K. Em aplicações práticas, é sempre necessário usar um número finito de coeficientes, e essa propriedade permite ajustar a qualidade da representação e as limitações computacionais.
Outra propriedade importante da série de Hartley é que o erro linear ε, definido como
{\displaystyle \epsilon \{f(t),{\hat {f}}(t)\}\;=\;f(t)-{\hat {f}}(t)\;\;\;\;\;(5d)}
pode ser feito arbitrariamente pequeno com o aumento de K (ou seja, ε não diminui assintoticamente). Essa propriedade decorre da equação de Parseval
{\displaystyle \sum _{k\;=\;1}^{\infty }a_{k}^{2}\;=\;(f(t))^{2}\;\;\;\;\;(5e)}

Os coeficientes ak na equação (5a) são dados pela fórmula
{\displaystyle a_{k}\;=\;{\frac {1}{\tau }}\int _{\tau }f(t)\cdot {\mbox{cas}}\left({\frac {2\pi kt}{\tau }}\right)\;d\tau \;\;\;\;\;(5f)}

### Outras propriedades da série de Hartley

#### Reversão no tempo
Se g(t) = f(-t), os coeficientes bk da série de Hartley de g(t) estarão relacionados aos coeficientes ak da série de Hartley de f(t) pela expressão {\displaystyle b_{j}\;=\;a_{-j}} para qualquer j.

#### Paridade
Se f(t) for uma função par, então {\displaystyle a_{j}\;=\;a_{-j}} para qualquer j. Se f(t) for uma função ímpar, {\displaystyle a_{j}\;=\;-a_{-j}} para qualquer j. Se f(t) for uma função com anti-simetria de meia-onda, ou seja, {\displaystyle f(t)\;=\;-\;f\left(t\;+\;{\frac {\tau }{2}}\right)}, então aj = 0 para j par.

#### Derivada e anti-derivada
Se denotarmos por g(t) a derivada de f(t), os coeficientes bk da série de Hartley de g(t) estarão relacionados aos coeficientes ak da série de Hartley de f(t) pela expressão {\displaystyle b_{j}\;=\;-{\frac {a_{-j}\cdot j}{\tau }}} para qualquer j.
Se denotarmos por g(t) a anti-derivada de f(t), os coeficientes bk da série de Hartley de g(t) estarão relacionados aos coeficientes ak da série de Hartley de f(t) pela expressão {\displaystyle b_{j}\;=\;{\frac {a_{-j}\cdot \tau }{j}}} para qualquer j.

## A Transformada Discreta de Hartley
(ver o artigo principal Transformada discreta de Hartley)
A transformada de Hartley é definida em um espaço euclideano contínuo. A Transformada Discreta de Hartley (DHT) expande a definição para um espaço discreto. A DHT de uma sequência f de n valores é uma sequência do mesmo tamanho, com o k-ésimo elemento dado pela fórmula
{\displaystyle a_{k}\;=\;{\frac {1}{n}}\;\sum _{j\;=\;0}^{n\;-\;1}f(j)\cdot cas\left({\frac {2\pi j}{n\tau }}\right)\;\;\;\;\;(6a)}
onde τ é tamanho do período amostrado. A expressão (6a) é muito similar às transformadas discretas de Fourier (DFT), de cosseno (DCT) e de seno. A sequência original é recuperada pela aplicação da transformada inversa, ou seja, os valores fk de f são obtidos a partir dos coeficientes ak pela fórmula:
{\displaystyle f_{k}\;=\;\sum _{j\;=\;0}^{n\;-\;1}a_{k}\cdot cas\left({\frac {2\pi j}{n\tau }}\right)\;\;\;\;\;(6b)}
Perceba-se que a simetria entre a transformada e a inversa é quebrada pelo fator de escalamento 1/n, o que também acontece com a DFT. Poder-se-ia eliminar essa assimetria substituindo esse fator por {\displaystyle 1/{\sqrt {n}}} e introduzindo-o na transformada inversa, mas esse procedimento não é comum. A maioria segue a definição original de Bracewell(2000).
Como a DHT recebe como entrada uma sequência finita de n valores, pressupõe-se que a função sob análise f(t), de onde se originou a sequência f(k), seja periódica, com período igual ou inferior a τ.
As propriedades (2a), (2b) e (3a) também valem para a transformada discreta de Hartley. E, a exemplo de toda transformação discreta, a DHT também está sujeita aos fenômenos de erro de truncamento e serrilhamento (ing. aliasing). Mas a DHT oferece a grande vantagem de não exigir o trabalho com números complexos, o que economiza e simplifica o trabalho. Para um mesmo número de amostras, o cálculo da DHT exige a manipulação de apenas a metade dos valores, quando comparada à DFT, sem que se perca informação com essa simplificação.
A propriedade do valor inicial possui a forma seguinte:
{\displaystyle \sum _{j\;=\;0}^{n\;-\;1}a_{j}\;=\;f(0)\;\;\;\;\;(6c)}
{\displaystyle \sum _{j\;=\;0}^{n\;-\;1}f_{j}\;=\;n\cdot a_{0}\;\;\;\;\;(6d)}
onde ak são os valores da sequência DHT{f(k)} e fk são os valores da sequência f(k).
A propriedade do deslocamento do eixo, correspondente às equações (3e) e (3f) para a versão contínua, deve ser escrita da forma seguinte:
{\displaystyle b_{k}\;=\;a_{k}\cdot cos\left({\frac {2\pi m}{n\tau }}\right)\;-\;a_{-k}\cdot sin\left({\frac {2\pi m}{n\tau }}\right)\;\;\;\;\;(6e)}
onde bk são os valores da sequência DHT{f(k + m)}, e m é um inteiro entre 0 e n. Na expressão (6e), como se trata de uma convolução cíclica, valores negativos de índices devem ser somados a n de forma a resultar num valor adequado, isto é, um valor na faixa [0,n].
A propriedade da primeira diferença é expressa da forma seguinte:
{\displaystyle b_{k}\;=\;a_{k}\cdot \left[cos\left({\frac {2\pi }{n\tau }}\right)\;-\;1\right]\;-\;a_{\left(n\;-\;{\frac {1}{\tau }}\right)}\cdot sin\left({\frac {2\pi }{n\tau }}\right)\;\;\;\;\;(6f)}
onde bk são os valores da sequência DHT{f(k + 1) - f(k)}.
O teorema de Parseval deve ser escrito da forma seguinte:
{\displaystyle \sum _{j\;=0}^{n\;-\;1}[f(j)]^{2}\;=\;n\cdot a_{k}\cdot \sum _{j\;=0}^{n\;-\;1}[a_{k})]^{2}\;\;\;\;\;(6g)}

### Cálculo da DHT
A transformada discreta de Hartley pode ser calculada diretamente a partir da fórmula de definição, mas existem algoritmos otimizados, como a Transformada Rápida de Hartley (FHT, do inglês Fast Hartley Transform). Pela sua relação com as transformadas de Fourier e de cossenos, ela também pode ser computada a partir da DFT, da FFT (Fast Fourier Transform) e de algumas variantes da DCT. Inversamente, a DHT pode ser usada para computar as transformadas discretas de Fourier e de cossenos, além da computação de convoluções discretas.

## Transformada de Hartley em duas dimensões
Em aplicações de análise de imagem, pode-se empregar a transformada de Hartley em duas dimensões, ou seja, a transformada de Hartley de uma função f(x,y) de duas variáveis reais independentes. Da mesma forma que no caso unidimensional, existem as versões contínua e discreta da transformada bidimensional.

### Transformada bidimensional de Hartley
Essa transformada é definida pela equação
{\displaystyle H(\omega ,\xi )\;=\;{\mathcal {H}}_{2}\{f(x,y)\}\;=\;\int _{-\infty }^{\infty }\int _{-\infty }^{\infty }f(t)\cdot {\mbox{cas}}(\omega x\;+\;\xi y)\;dx\;dy\;\;\;\;\;(7a)}

e a inversa por
{\displaystyle f(x,y)\;=\;{\mathcal {H}}_{2}^{-1}\{H(\omega ,\xi )\}\;=\;\int _{-\infty }^{\infty }\int _{-\infty }^{\infty }H(\omega ,\xi )\cdot {\mbox{cas}}(\omega x\;+\;\xi y)\;d\omega \;d\xi \;\;\;\;\;(7b)}
Existe uma definição similar para a transformada em três dimensões.
Uma variante da transformada bidimensional de Hartley é a transformada CasCas, que utiliza como núcleo a função {\displaystyle {\mbox{cas}}(\omega x)\cdot {\mbox{cas}}(\xi y)}. Essa possibilidade de optar entre dois núcleos também existe para a transformada bidimensional de Fourier, e representa as duas maneiras diferentes de se esquadrinhar um plano.

### Transformada discreta bidimensional de Hartley
Uma imagem representada por uma matriz f com m x n valores reais possui uma transformada discreta de Hartley em duas dimensões dada por outra matriz m x n, que é a transformada discreta bidimensional de Hilbert (DHT2). Os coeficientes aj,k de tal matriz são valores reais, obtidos dos coeficientes f(j,k) pela fórmula
{\displaystyle a_{j,k}\;=\;{\frac {1}{mn}}\;\sum _{i\;=\;0}^{m\;-\;1}\;\;\ \sum _{l\;=\;0}^{n\;-\;1}f(j,k)\cdot {\mbox{cas}}\left({\frac {2\pi i}{m\tau _{m}}}\;+\;{\frac {2\pi l}{n\tau _{n}}}\right)\;\;\;\;\;(7c)}

onde τm e τn são o tamanho do intervalo amostrado em cada dimensão. A transformada inversa, aplicada à matriz DHT2, resulta na matriz original f; os coeficientes de f são obtidos dos coeficientes aj,k pela fórmula
{\displaystyle f(j,k)\;=\;{\frac {1}{mn}}\;\sum _{i\;=\;0}^{m\;-\;1}\;\;\ \sum _{l\;=\;0}^{n\;-\;1}a_{j,k}\cdot {\mbox{cas}}\left({\frac {2\pi i}{m\tau _{m}}}\;+\;{\frac {2\pi l}{n\tau _{n}}}\right)\;\;\;\;\;(7d)}

Existem definições similares para transformadas em mais dimensões.